# Guerrino Rossi
Guerrino Rossi (Monticelli d'Ongina, 2 febbraio 1934 – Cremona, 19 agosto 1996) è stato un calciatore italiano, di ruolo centravanti.

## Carriera

### Calciatore
Cresce nel Fiorenzuola in IV Serie per passare, nel 1951 nella Cremonese. Nel 1955 vince la classifica dei marcatori della Serie C, a pari merito con Luigi Bretti del Bari, con 16 reti.
Acquistato l'anno successivo dalla Juventus del piacentino Sandro Puppo, esordisce con i bianconeri in Serie A nella prima di campionato, il 18 settembre 1955, con un 2-2 contro la SPAL. Rimane la sua unica presenza con i bianconeri di Torino, che a fine stagione lo cedono al Siena, con cui realizza 24 reti in due stagioni di Serie C. Nella stagione 1958-1959 passa alla Sanremese, con cui si laurea vice capocannoniere del girone A della Serie C con 18 reti, appaiato con Eugenio Fantini del Mantova. Nel 1959 la Juventus, ancora proprietaria del cartellino, lo cede definitivamente alla SPAL, contro cui aveva esordito in Serie A quattro anni prima, voluto da Paolo Mazza. Nella squadra ferrarese, insieme a diversi altri giocatori provenienti dalla Serie C (Micheli, Picchi, Balleri, Nobili), gioca come centravanti titolare, realizzando 5 reti nelle prime 3 partite, tra cui due reti nella vittoria per 3-0 sul campo del Napoli, alla prima giornata. In tutto saranno 9 le reti segnate da Rossi, come quelle segnate da Massei, ed il cannoniere spallino di quella stagione sarà Morbello con 12 centri, nella stagione che vede i biancoazzurri conquistare il quinto posto.
Al termine del campionato Mazza cede Rossi al Cagliari, con cui realizza 18 reti, tra cui le 4 realizzate contro il Perugia, senza però centrare la promozione. Nella stagione successiva passa al Cesena dove realizza 7 reti, prima di proseguire la carriera con un fugace ritorno a Cremona e, a novembre del 1962, con il Vittorio SMC, tutte in Serie C. Conclude l'attività agonistica nel Leoncelli di Vescovato, tra i dilettanti, come allenatore-giocatore.
In carriera ha totalizzato 23 presenze e 9 reti in Serie A.

### Allenatore
Terminata la carriera agonistica, intraprende quella di allenatore. Tra il 1968 e il 1973 è allenatore in seconda al Piacenza, prima di passare sulla panchina del Sant'Angelo. Rimane sulla panchina barasina per due stagioni, conquistando la promozione in Serie C nel 1974. In seguito allena il Suzzara, il Fidenza e il Fiorenzuola: con i valdardesi raggiunge le finali per la promozione in Serie D nel 1981, e nella stagione successiva viene esonerato a causa dei risultati negativi ottenuti.
Dopo aver guidato i cremonesi del Tandem Due Victor, nel campionato di Promozione Lombardia 1985-1986 subentra a Patrizio Bonafè sulla panchina del Caorso, senza evitarne la retrocessione. Le ultime due esperienze in panchina lo vedono alla guida del Milland di Bressanone (antesignano del Südtirol) e del Pergocrema.

## Palmarès

### Giocatore

#### Competizioni nazionali
- IV Serie: 1

Cremonese: 1953-1954

#### Individuale
- Capocannoniere della Serie C: 1

1954-1955 (16 gol)

### Allenatore
- Campionato italiano Serie D: 1

Sant'Angelo: 1973-1974